# Bill Fagerbakke

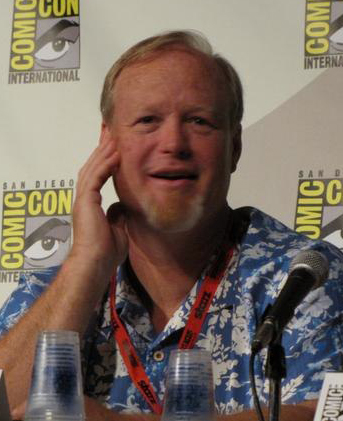
Bill Fagerbakke em 2009.

William Mark "Bill" Fagerbackke (4 de outubro de 1957) é um ator da Broadway, escritor e dublador estadunidense muito conhecido por dublar o personagem Patrick Estrela na série animada Bob Esponja Calça Quadrada. Ele também teve uma participação recorrente na sitcom How I Met Your Mother, onde interpretou Marvin Eriksen.